# Orchestina sanguinea
Orchestina sanguinea là một loài nhện trong họ Oonopidae.
Loài này thuộc chi Orchestina. Orchestina sanguinea được miêu tả năm 1955 bởi Oi.